# Diofanto el Árabe
Diofanto el Árabe (∆ιόφαντος ὁ Ἀράβιος) fue un maestro árabe y sofista de la Segunda sofística que enseñó en Atenas durante el siglo IV d. C. Su alumno más famoso fue Libanio (336–340). Estuvo activo durante el reinado de Juliano el Apóstata (361–363).

## Biografía
El lugar de nacimiento de Diofanto dentro de Arabia es desconocido. Podría haber sido Petra, también lugar de nacimiento del médico del siglo V Gesio de Petra y un lugar asociado con el contemporáneo de Diófanto y también sofista, Epifanio de Petra. No aparece entre los retóricos y sofistas de Gerasa mencionados por Esteban de Bizancio.
Diofanto fue alumno de Juliano de Capadocia, a quien sucedió como retórico en Atenas. Según Eunapio, quien asistió a sus conferencias entre 362 y 367, Diófanto reclutaba estudiantes de Arabia. También fue acusado de secuestrar estudiantes. Según el relato de Libanio, llegó a Atenas con la intención de estudiar bajo la tutela de Epifanio de Petra, pero fue interceptado por seguidores de Diofanto que lo encerraron en una celda hasta que juró convertirse en alumno de este. Su juramento no le prohibió asistir a otras clases. Libanio relata que Diófanto también fue agredido en una ocasión por matones. Diófanto es mencionado en la entrada de la Suda dedicada a Libanio.
Uno de los rivales de Diofanto como maestro en Atenas fue Proaresio, a cuya muerte en 367 le dedicó un elogio fúnebre citado parcialmente por Eunapio, quien lo consideraba muy inferior a Proaresio. Falleció poco después, dejando dos hijos a quienes Eunapio describe como dedicados al comercio y a una vida de lujo.
Diofanto ha sido confundido en ocasiones con el célebre matemático Diofanto de Alejandría, y su origen étnico (árabe) se ha atribuido erróneamente a este último. También debe distinguirse del filósofo egipcio y sacerdote de los misterios religiosos del mismo nombre citado por Libanio en una carta del año 362.